# العتبة الفاطمية
العتبة الفاطمية هو مرقد فاطمة بنت الإمام موسى بن جعفر الكاظم سابع الأئمة الاثنا عشر وأخت الإمام علي بن موسى الرضا. وُلدت في مدينة جدّها النبي محمد في الأول من ذي القعدة عام 173 هـ، وتوفيت في مدينة قم بإيران عام 201 هـ، ودُفنت فيها، ومرقدها الآن يتوسط المدينة ويزوره الشيعة.

## المرقد
يعتبر حرم فاطمة القلب النابض لمدينة قم، ففي كل يوم قبل طلوع الفجر وحتى منتصف الليل وبعده يشهد المرقد حركة دائبة مستمرة، يغدوا الناس ويروحون ما بين متعبّد، وزائر، ومصلٍّ، وقارئ للقرآن، وطالب علم.
يضمّ الحرم عدداً كبيراً من قبور العلماء والأولياء والصّالحين، دفن أصحابها بجوار حرم فاطمة، كما دفن في داخل الحرم عدد من العلويات وغيرهن، وكانت قبورهنّ متميزة تحت قبّتين، وأمّا اليوم فيضمهنّ ضريح واحد تحت قبّة واحدة، ولا يتميز من تلك القبور إلاّ مرقد فاطمة وقد وضع عليه صندوق خشبي.
ذكر حسن بن محمد قمي صاحب كتاب تاريخ قم أنّ القبة الأولى تضمّ قبر أم محمد بنت موسى الكاظم أخت محمد بن موسى الكاظم ، وقبر أم إسحاق جارية محمد بن موسى الكاظم وتضم القبة الثانية قبر أم حبيب جارية أبي علي محمد بن أحمد بن الرضا ، وكانت هذه الجارية هي والدة أم كلثوم بنت محمد، وقبر أم موسى بنت علي الكوكبي، وقبر ميمونة بنت موسى أخت محمد بن موسى الكاظم. كما دفن جمع من البنات الفاطميات والسادات الرضوية في هذه البقعة كميمونة بنت موسى بن جعفر وزينب وأم محمد وميمونة بنات الإمام الجواد.

## مراحل بناء المرقد
مرّ حرم فاطمة في عمارته بمراحل عديدة حتى بلغ ما هو عليه اليوم. بنى موسى بن الخزرج مظلّة ـ سقيفة ـ من القصب فوق القبر. بعد ذلك بنت زينب بنت الإمام الجواد قبّة من الآجر فوق القبر:
- في سنة 413 هـ زين الحرم بالآجر الملوّن النفيس.
- في سنة 529 هـ أسّست قبة جديدة.
- في سنة 592 هـ جدّد بناء القبّة.
- في سنة 1218 هـ تمّ تذهيب القبّة بـ 12000 قطعة من الآجر المذهب.
- في سنة 1275 هـ صنع الضريح الفضي.
- في سنة 1285 هـ أسّست مآذن الإيوان الذهبي، وفي سنة 1301 هـ ذهّبت هذه المآذن.
- في سنة 1292 هـ صنع الباب المنقوش للرّوضة المطهرة.
- في سنة 1303 هـ أسّس الصّحن الجديد.
- في سنة 1306 هـ صنع الباب الفضي للحرم.

## قبة الحرم
أول قبة بنيت ـ بعد المظلة الحصيرية التي وضعها موسى بن خزرج ـ على قبر فاطمة هي قبة برجية الشكل بنتها السيدة زينب بنت محمد الجواد في أواسط القرن الثالث الهجري وكانت مصنوعة من اللبن والحجر والجص. وبعد فترة من الزمن دُفنت بعض السيدات العلويات بجوار فاطمة. فبنيت قبّتان أخريان إلى جانب القبة الأولى. وقد بقيت هذه القباب الثلاث حتى سنة 447 هـ حيث بنى في هذه السنة «مير أبو الفضل العراقي» وزير طغرل الكبير ـ بدل القباب الثلاث ـ وبترغيب من الشيخ الطوسي قبة عالية مزيّنة بالنقوش الملونة والطابوق والكاشي المزيّن ومن دون ايوان وحجرات، وتضم تحتها قبور جميع السادة إضافة إلى قبر فاطمة. وفي سنة 925 هـ تم تجديد بناء هذه القبة على يد «الشاه بيگي بيگم» بنت الشاه اسماعيل وزيّن السطح الخارجي لها بالفسيفساء، وكذلك تم بناء ايوان عال مع منارتين في الصحن العتيق. واخيراً وفي سنة 1218 هـ واثناء حكم فتح علي شاه القاجاري تم تزيين القبة بالصفائح الذهبية وقد بقي ذلك حتى سنة 1379 هجري شمسي. وفي سنة 1380 هجري شمسي ـ وبسبب حصول بعض التشويه في ظاهر القبة ـ أقدم سادن الروضة الشيخ المسعودي الخميني على تجديد بنائها وترميمها بعد أن جُمعت الصفائح الذهبية القديمة لكي تُبدّل وتغيّر.

## التجدد الأخير
تعاقبت الأيدي ـ ولا زالت ـ على عمارة الحرم وصيانته ونظافته وتجديد بنائه بعد تعرض الضريح القديم للتآكل، حيث تمّ صناعة ضريح جديد في مدينة اصفهان الذي أستغرق العمل فيه حوالي الخمس سنوات، استخدم في صناعة الضريح الجديد 3 كيلو من الذهب الخالص مع 150 كيلو من الفضة،[بحاجة لمصدر] وهو يختلف عن الضريح القديم من ناحية الاستحكام والقوة والمتانة، ويتوقع عمر لهذا الضريح حوالي 200 سنة، كما استغرق نصب الضريح الجديد مدة شهر. وتُشرف على الحرم منذ عهد قديم هيئة خاصّة تعني به وبمرافقه وتدير شؤون الأوقاف التابعة له، وترعى أمور الزائرين والوافدين.

## فضل زيارتها
- قال الإمام الصادق: إن للجنّة ثمانية أبواب، ثلاثة منها لأهل قم، تقبض فيها امرأة من ولدي، واسمها فاطمة بنت موسى، تدخل بشفاعتها شيعتنا الجنّة بأجمعهم.[4]
- قال الإمام الرضا : (من زارها عارفاً بحقها فله الجنة).[5] وقال: (من زار المعصومة بقم كمن زارني).[6]
- وعن محمد الجواد: (من زار قبر عمتي بقم فله الجنة).[7]

## ألبوم الصور

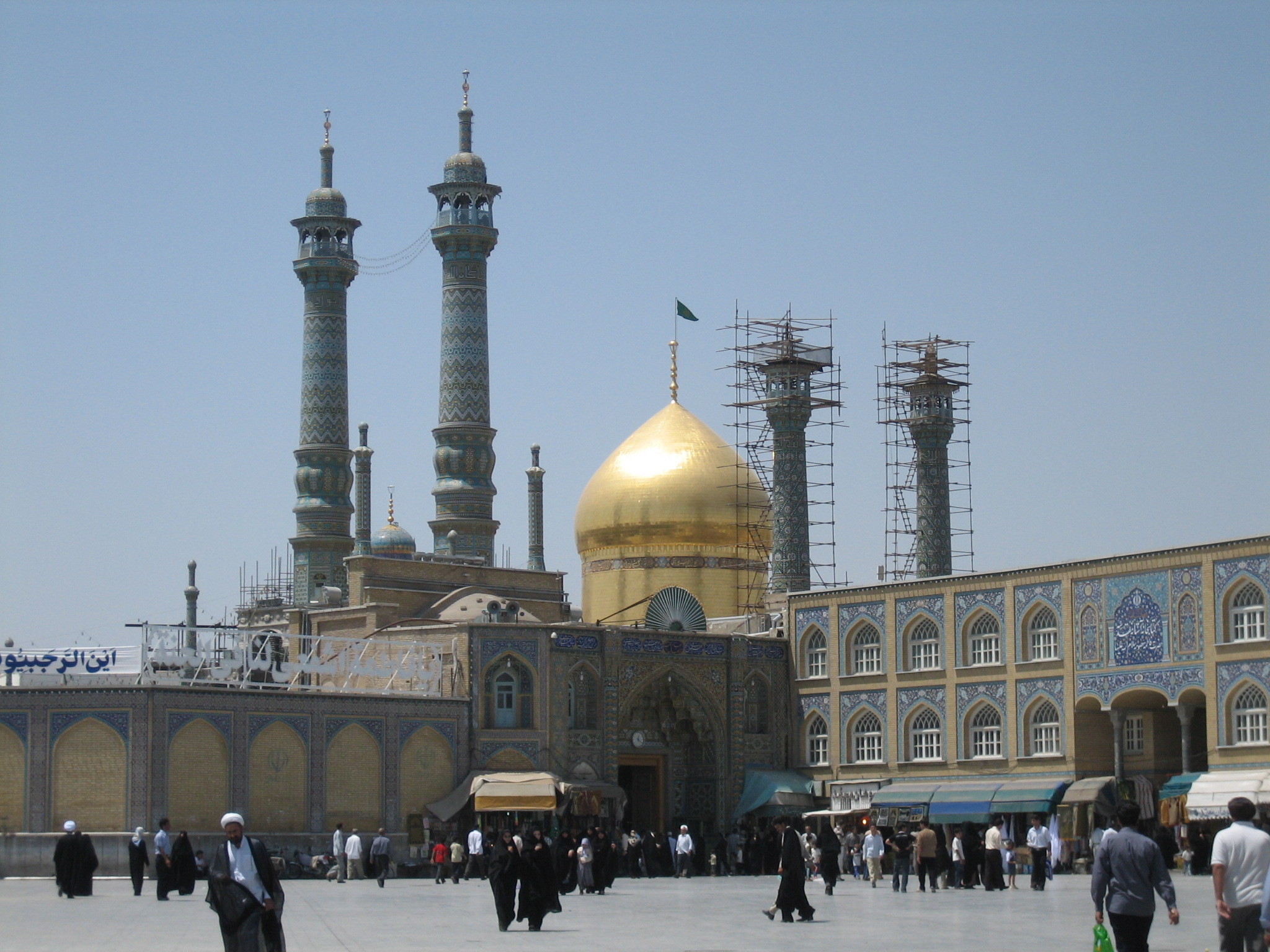
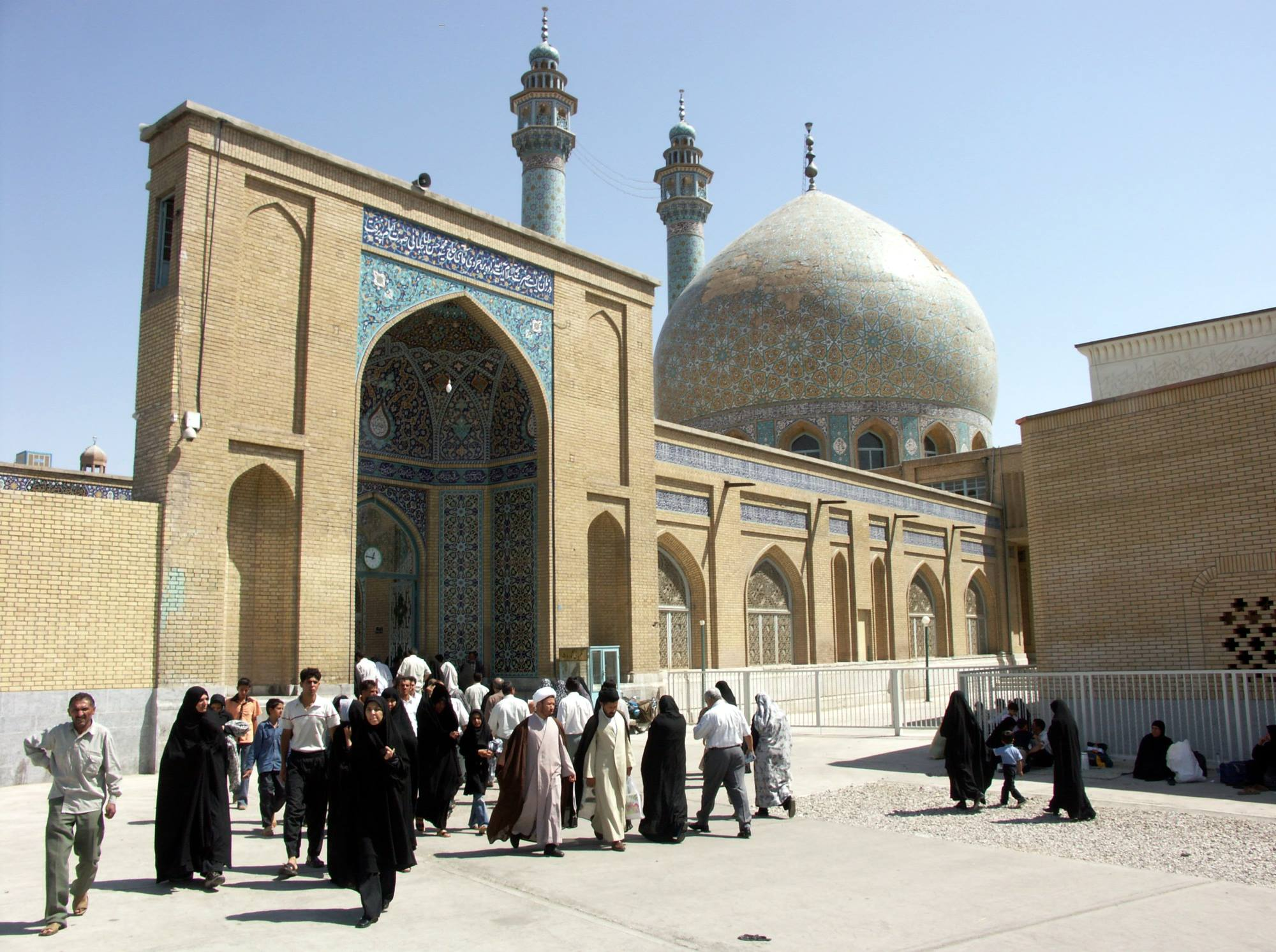
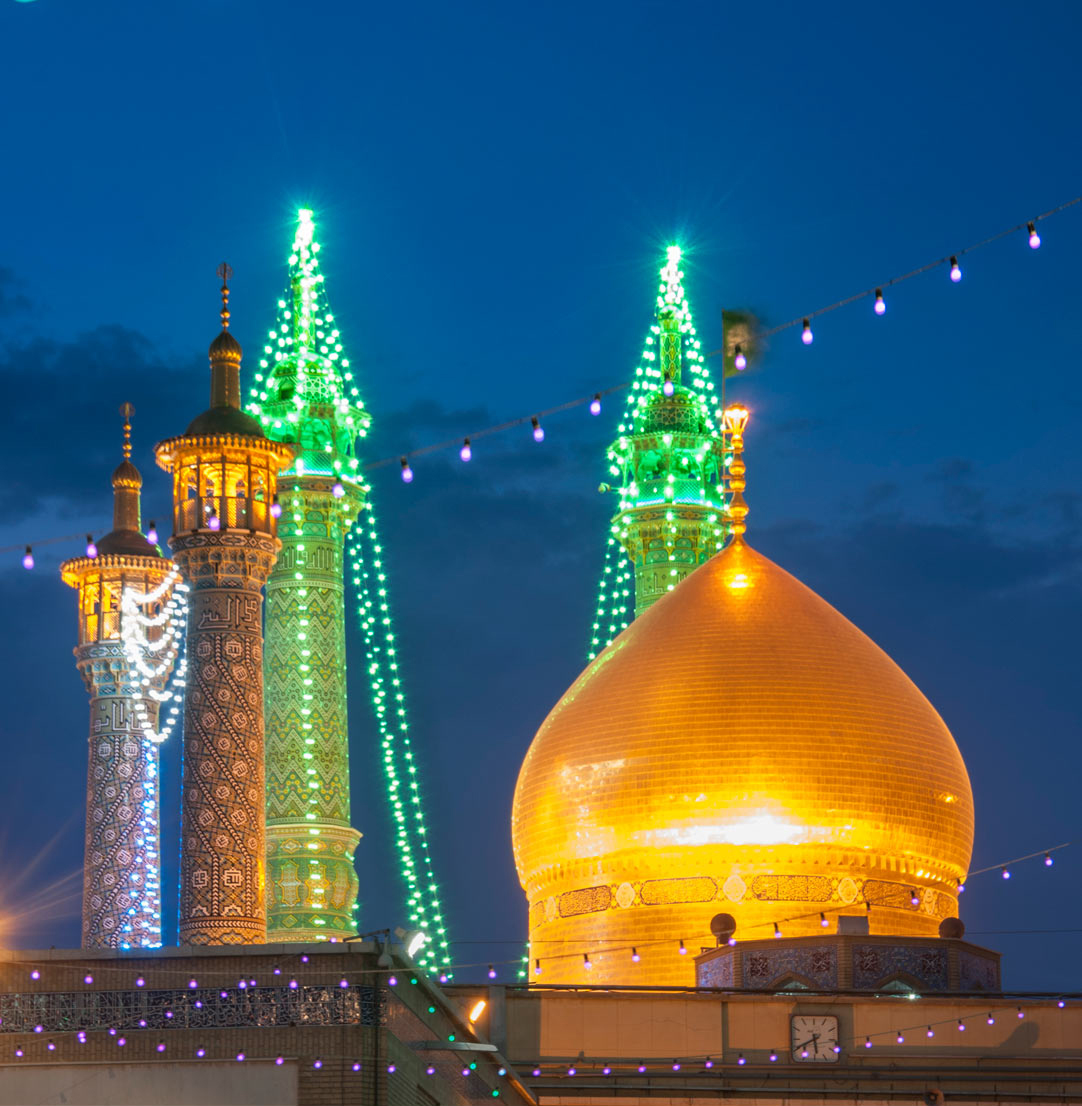
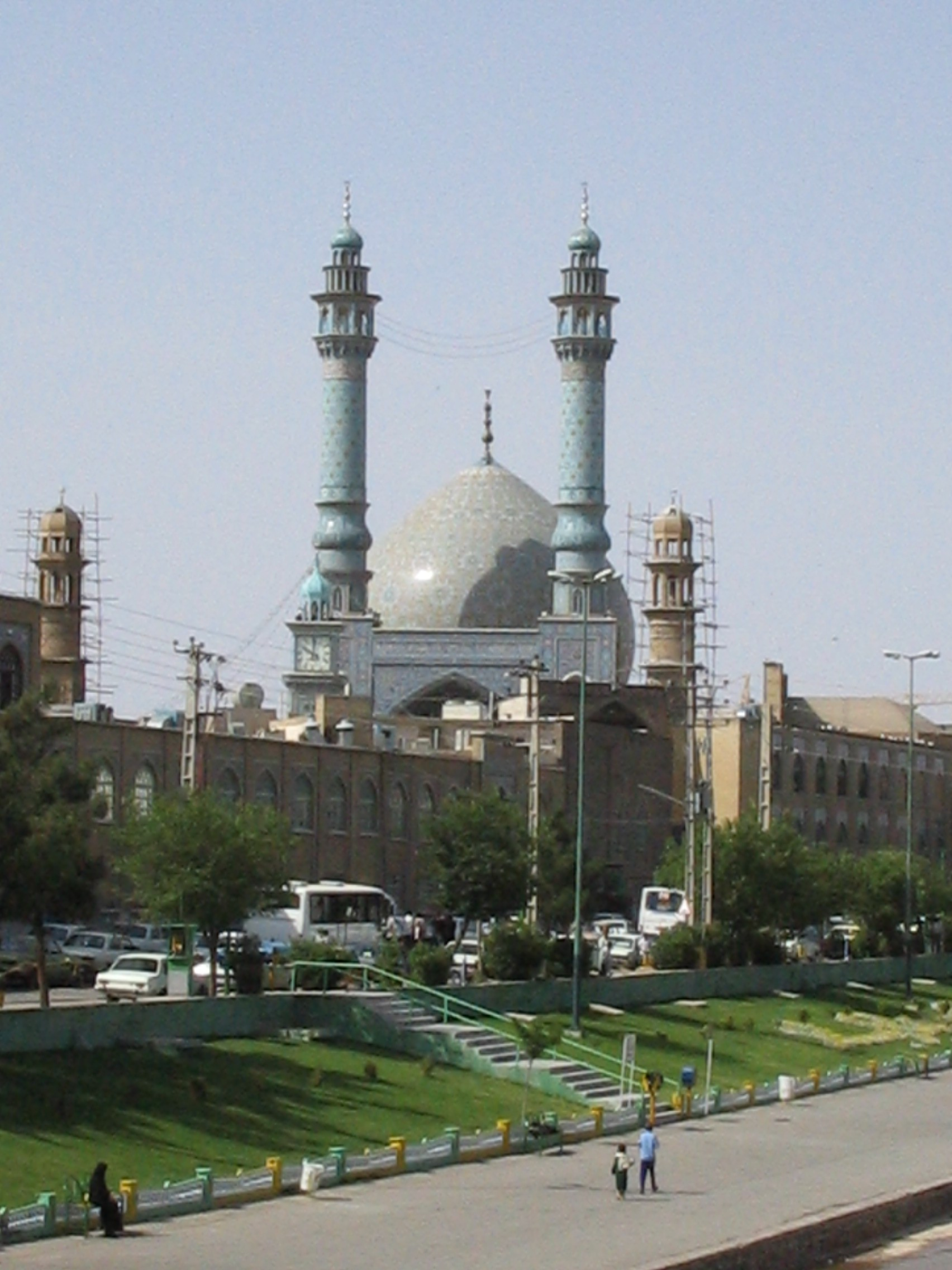
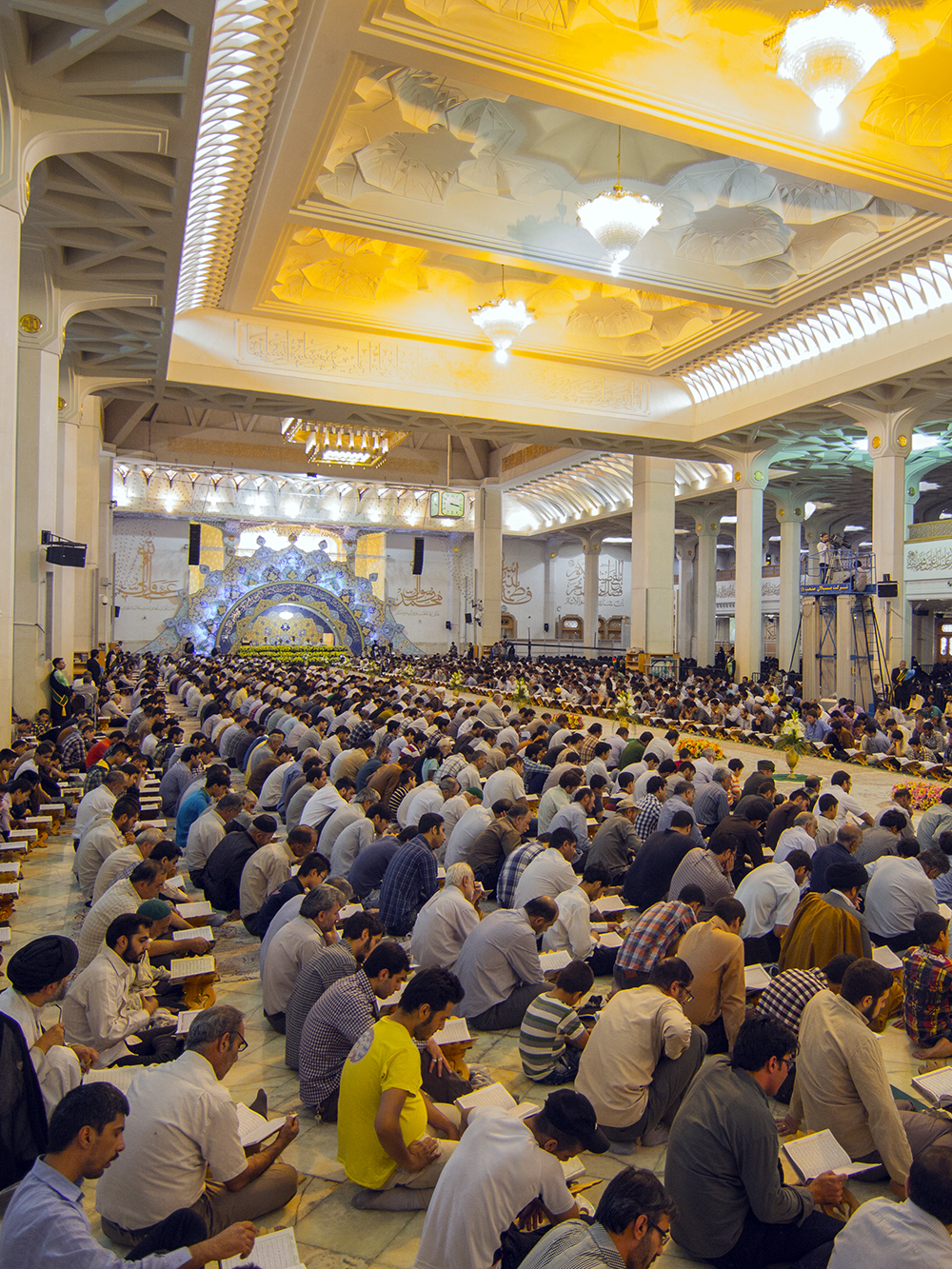
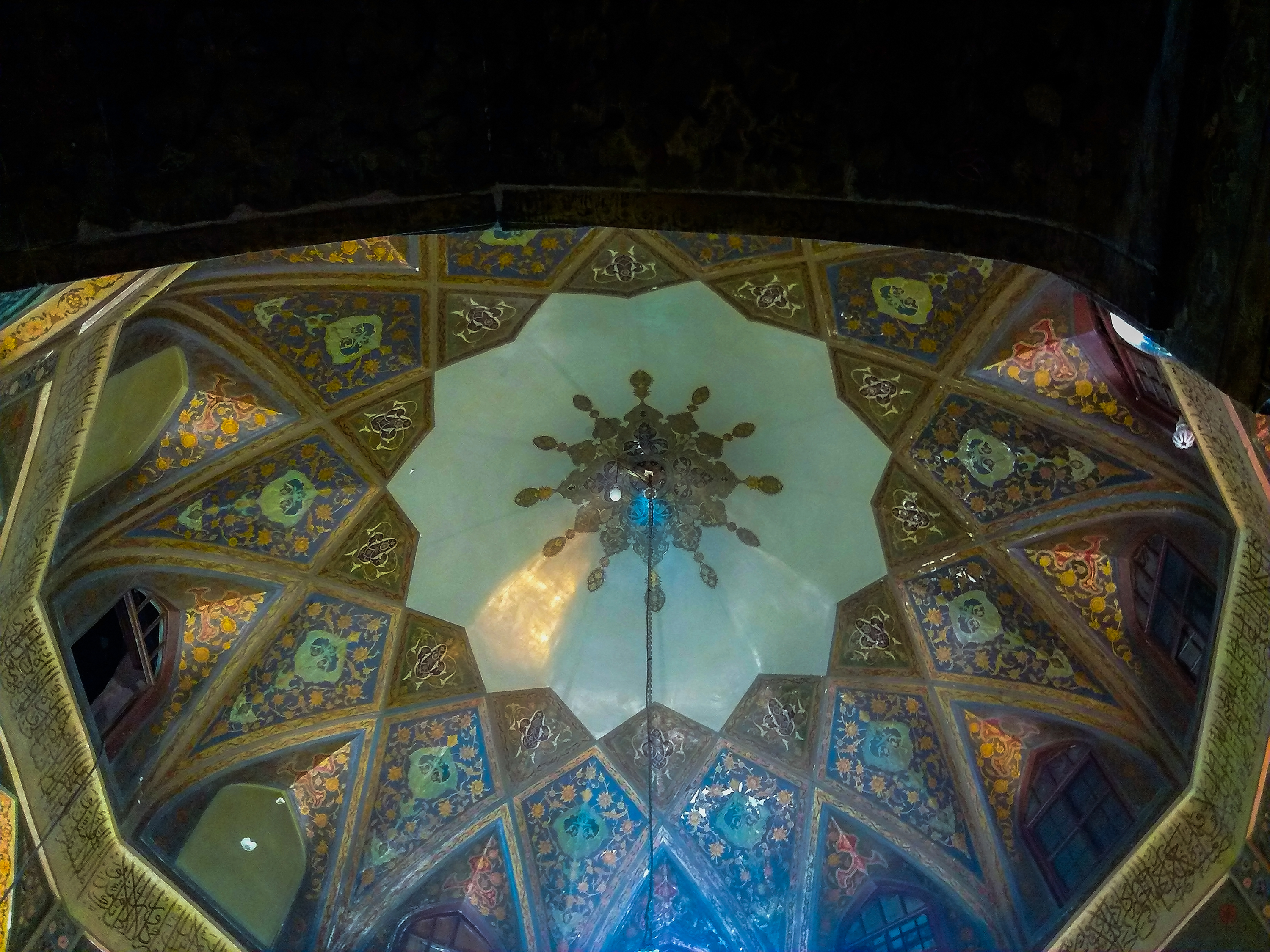
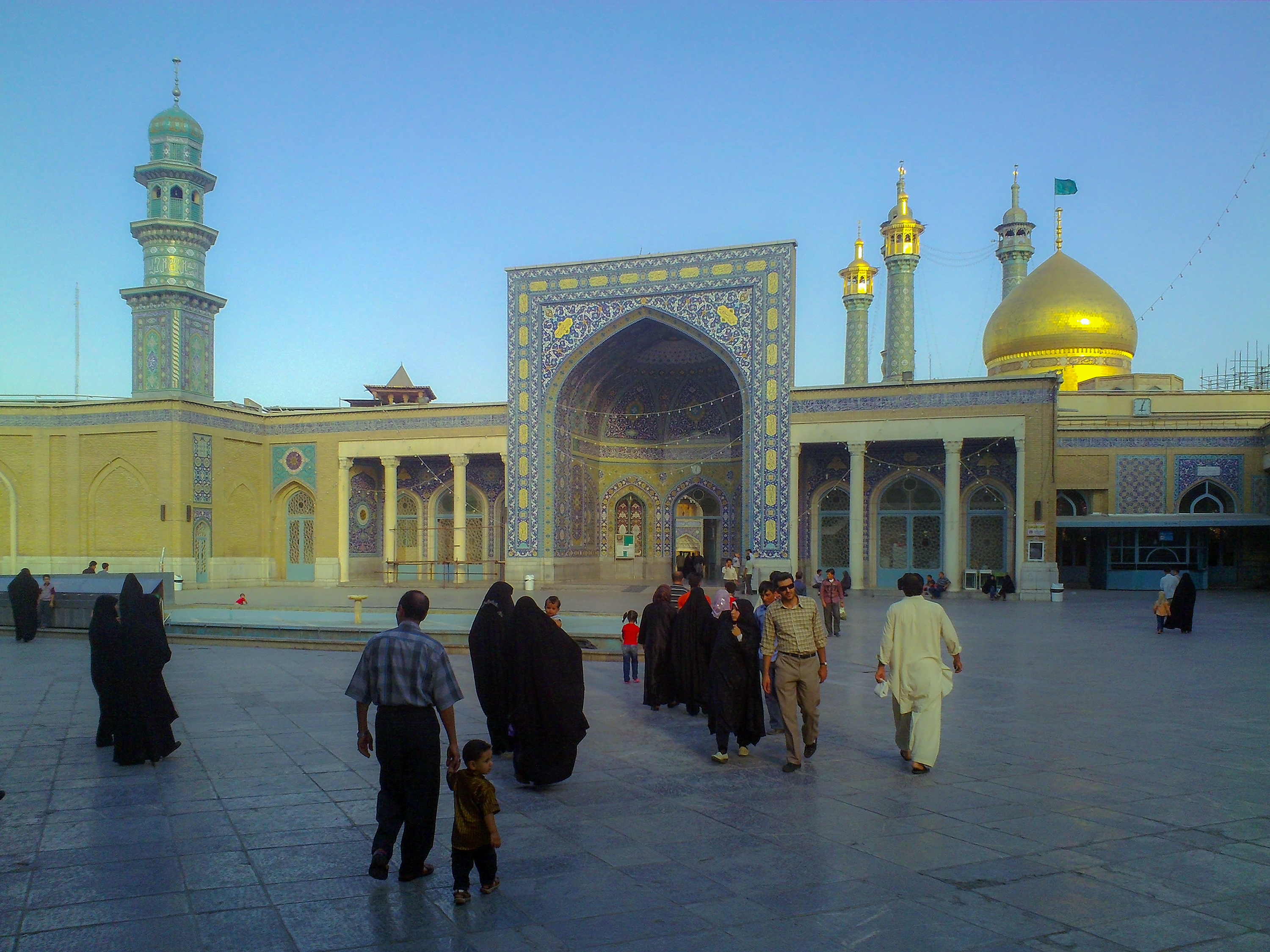
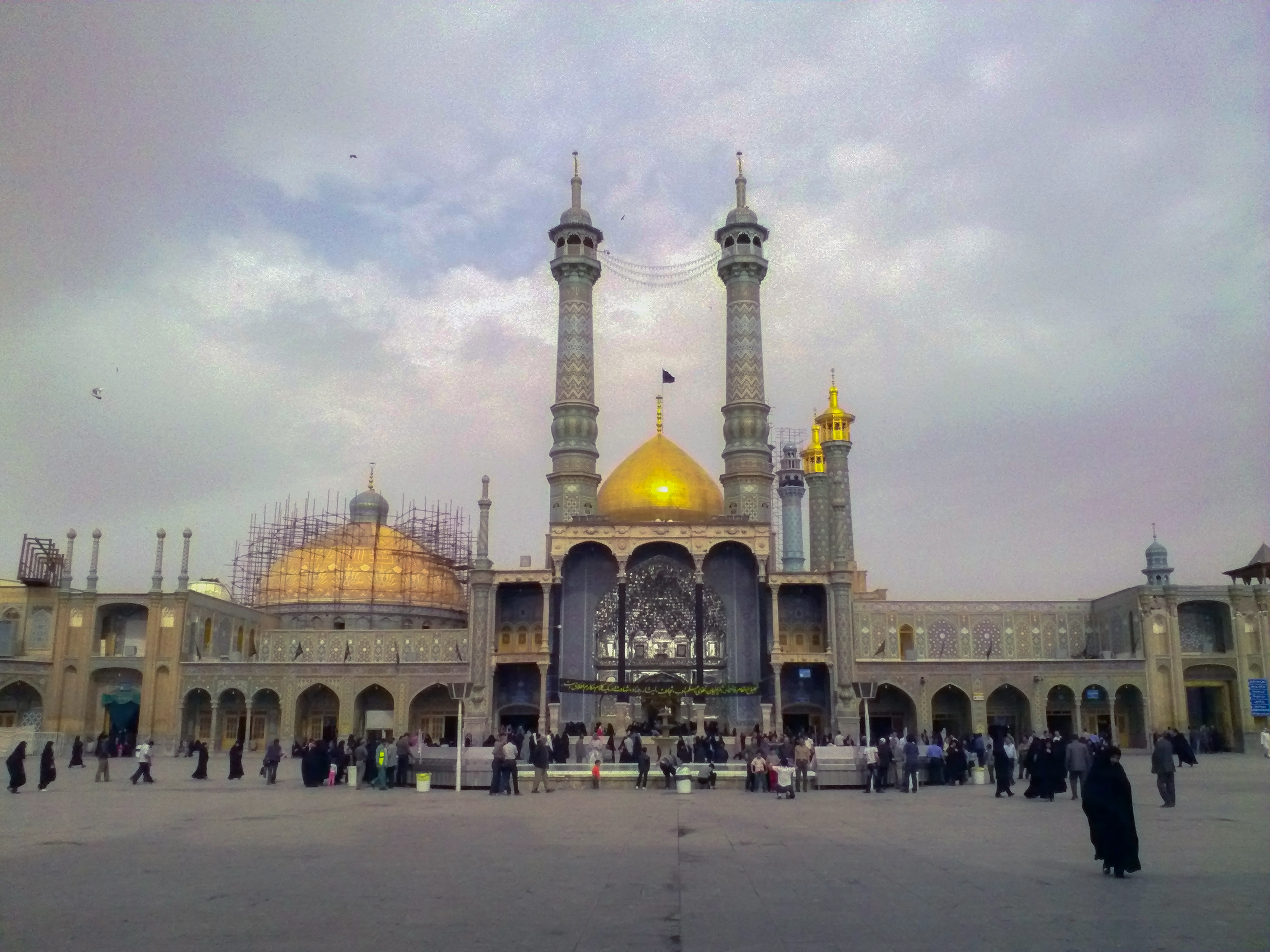
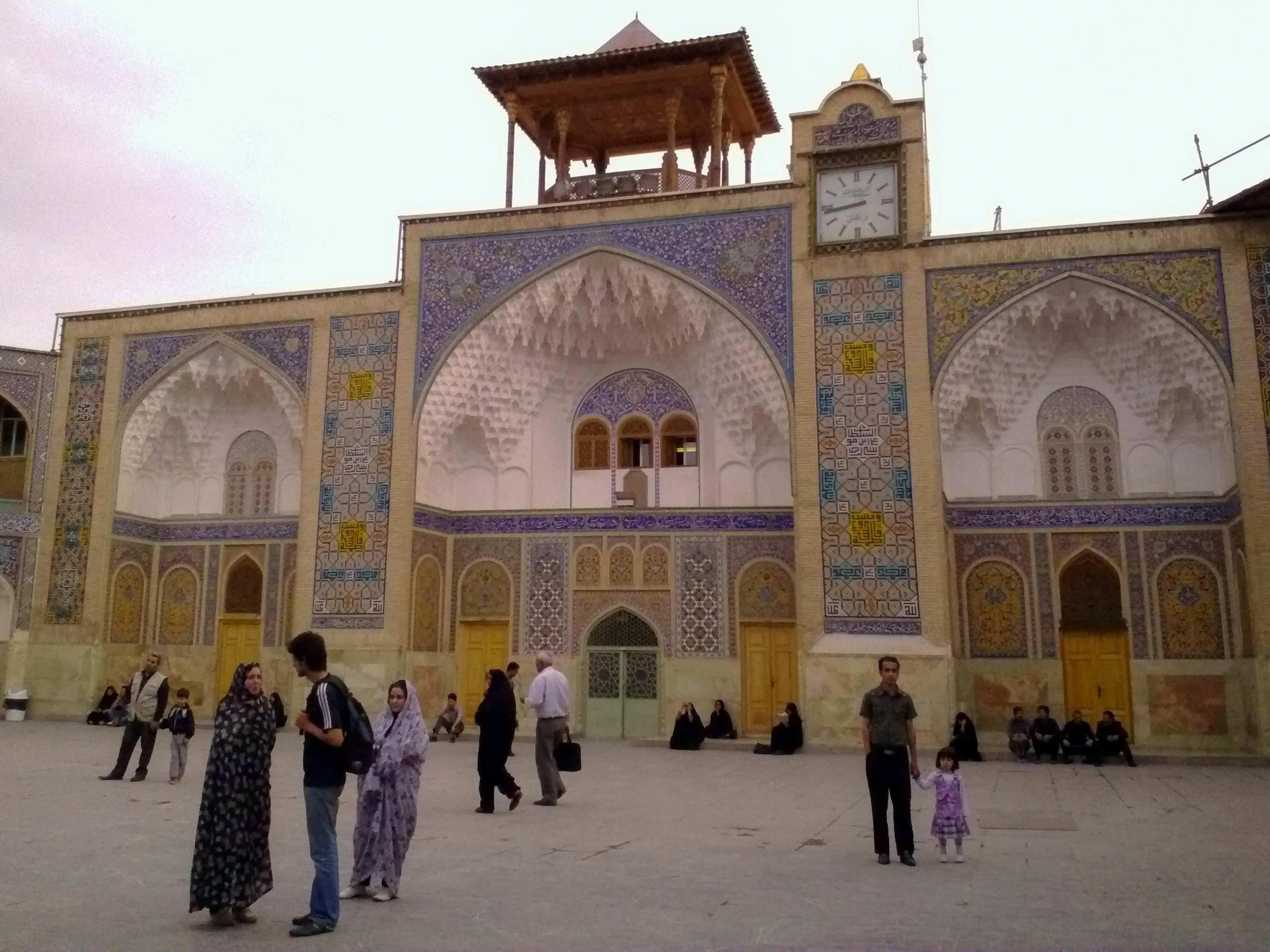
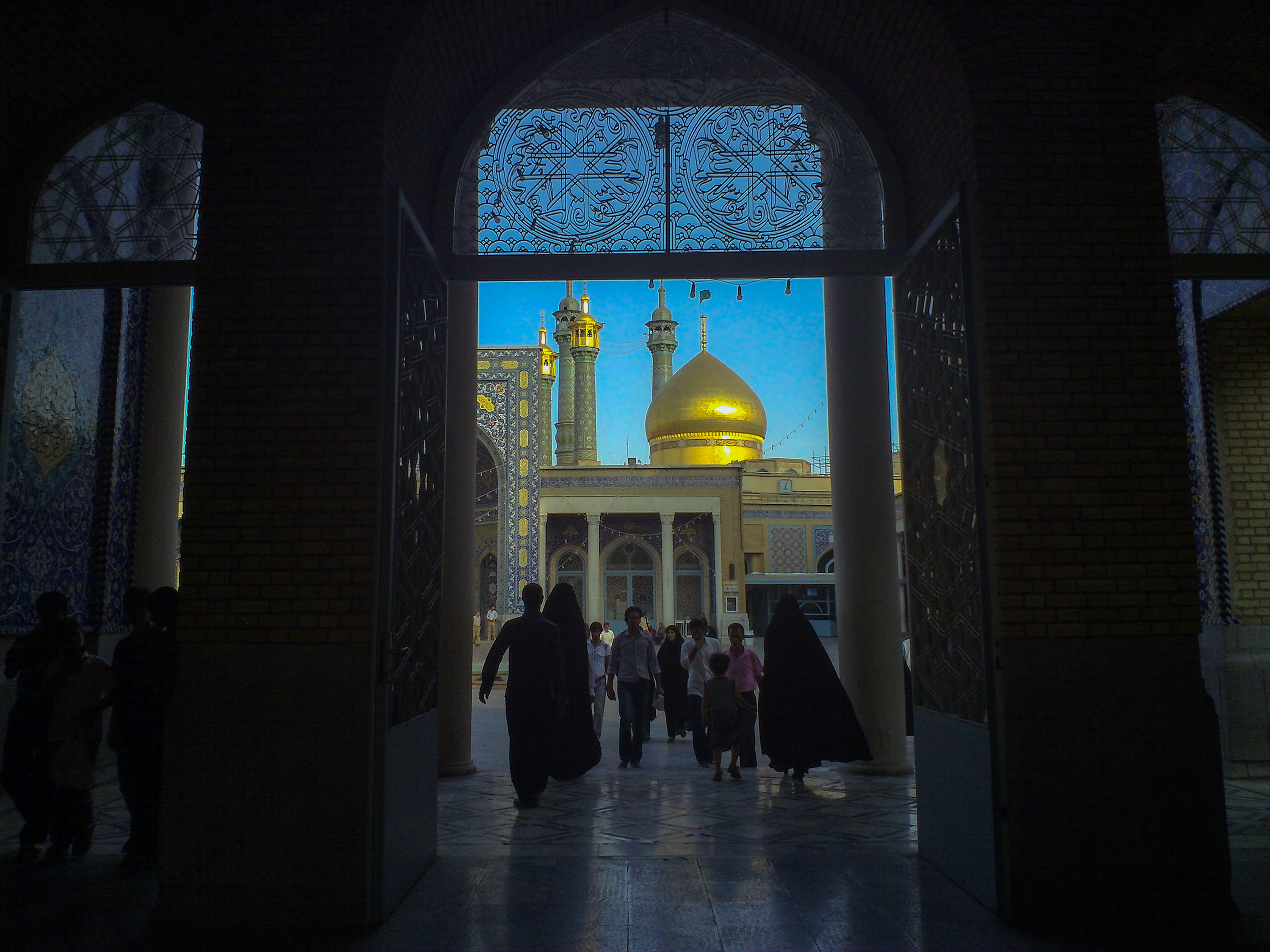
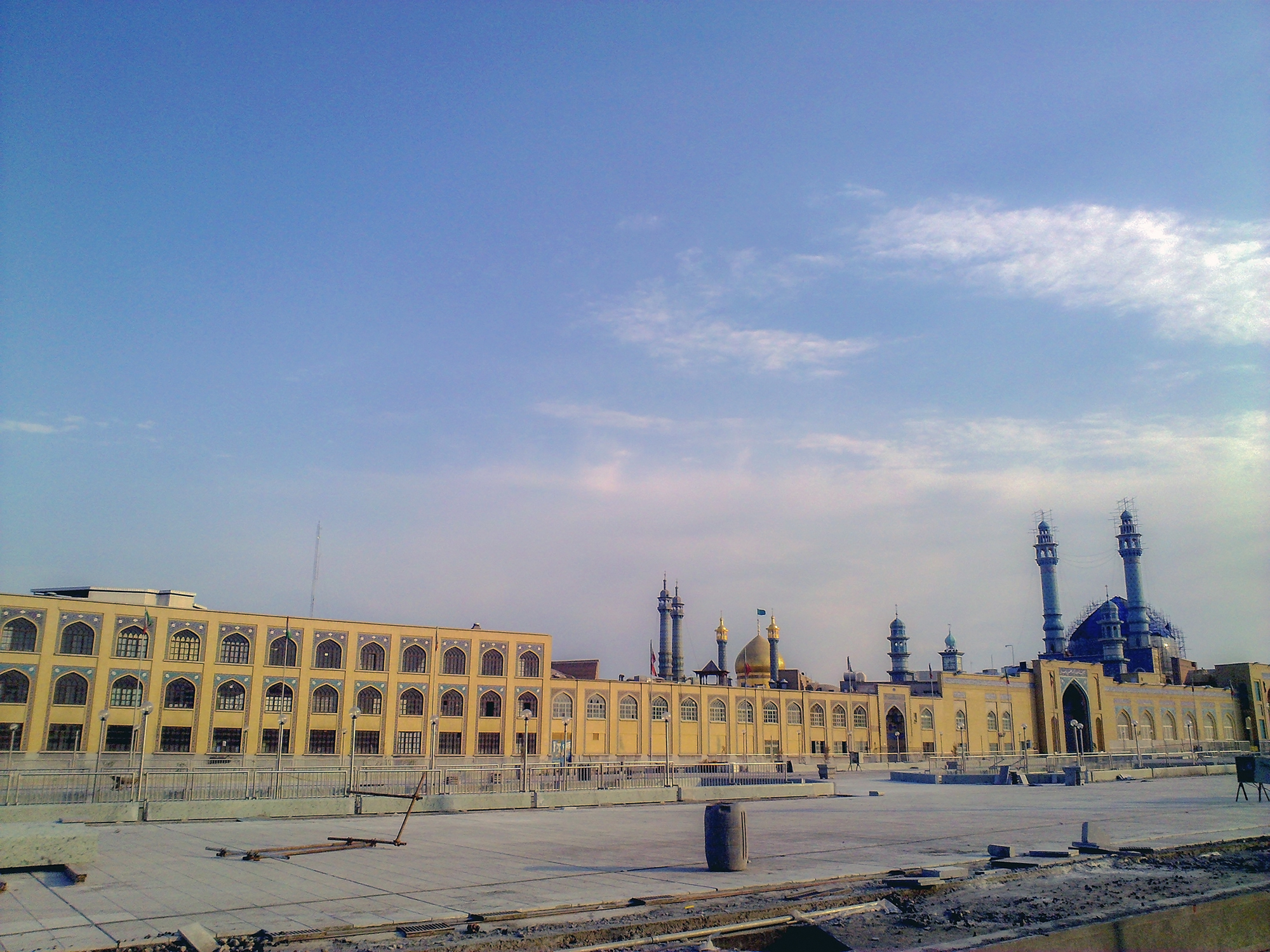
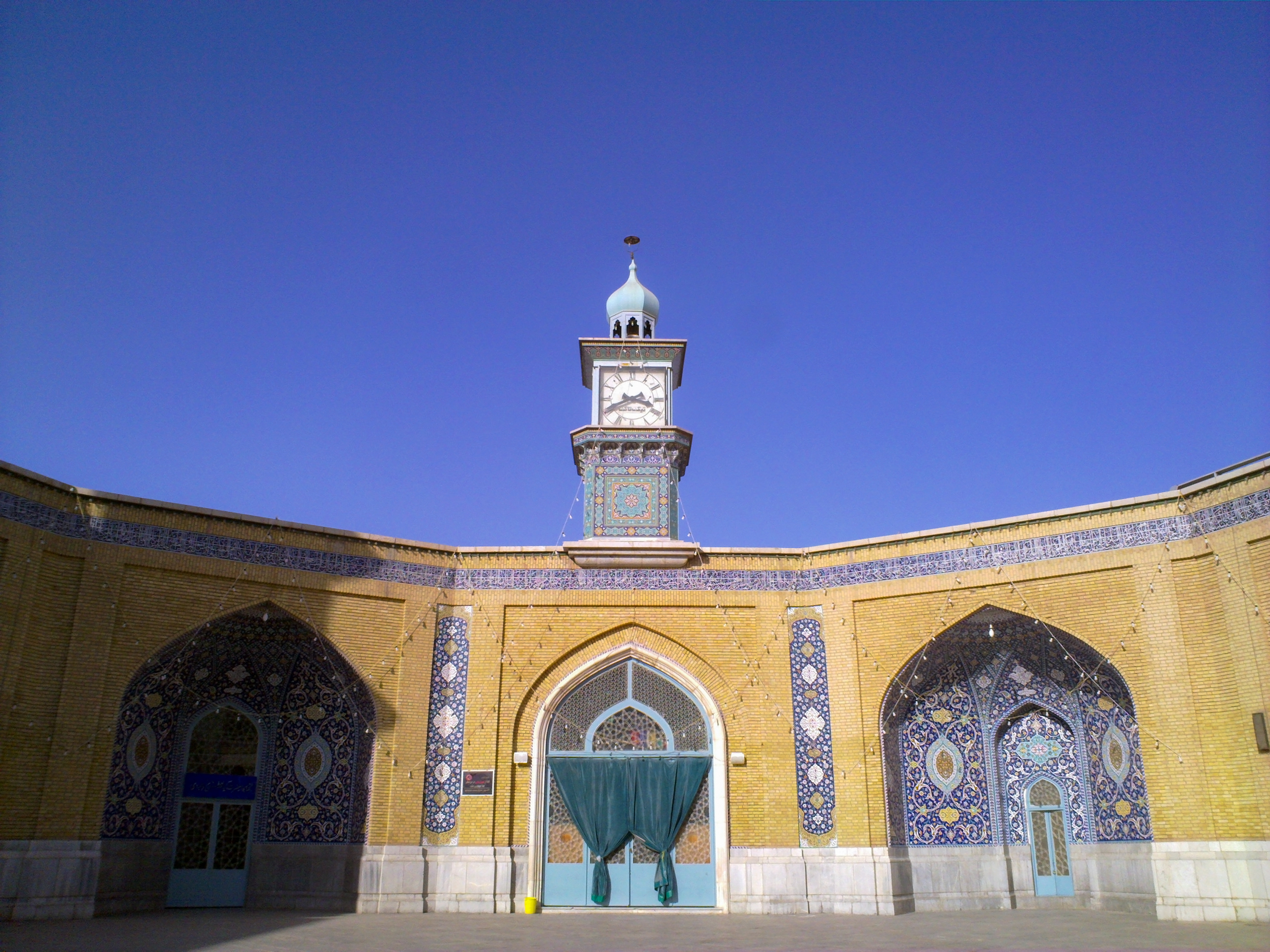
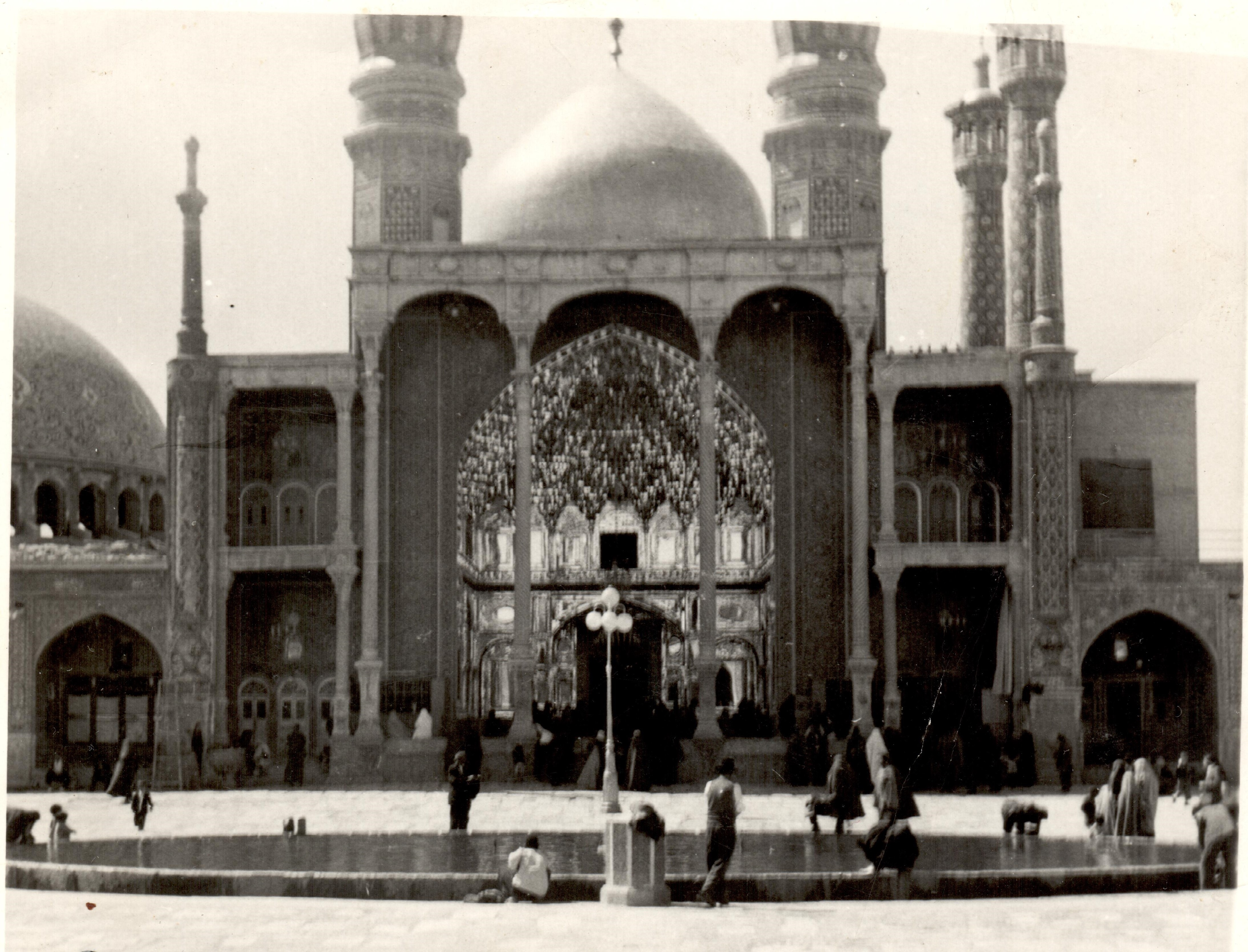
العتبة الفاطمية (1955)